# Czarna Ręka (Hiszpania)

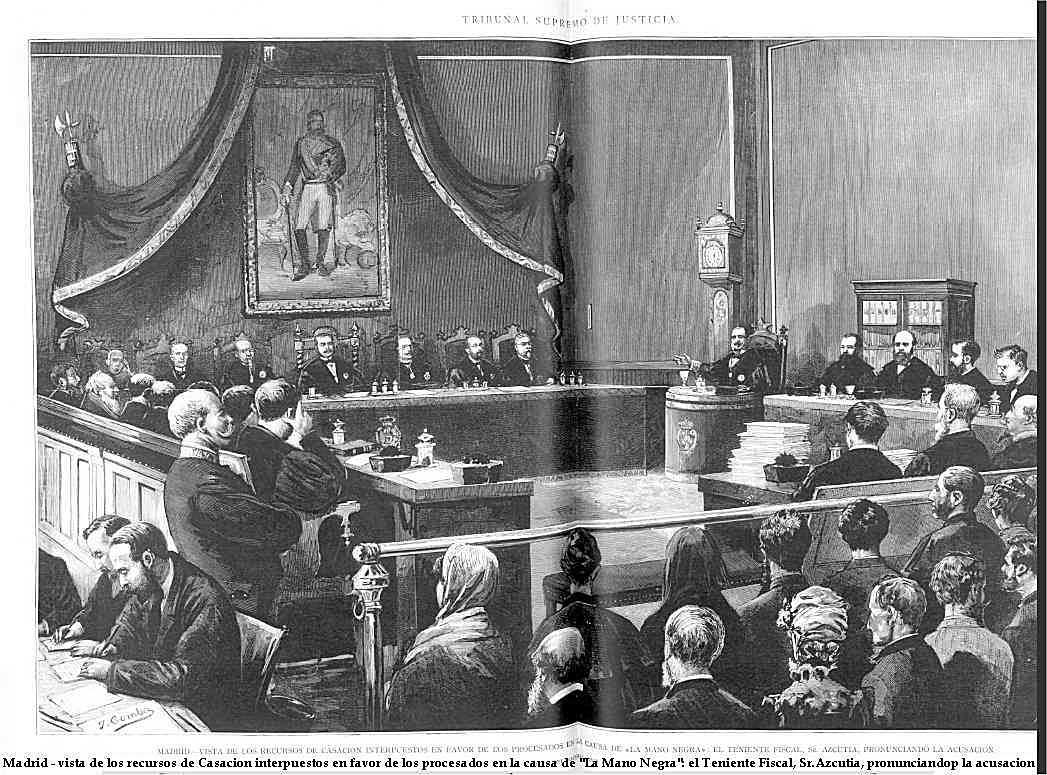
Sala sądowa w czasie procesu "Wydziedziczonych"

Czarna Ręka (oryg. hiszp. La Mano Negra) – organizacja anarchistyczna działająca w latach 70. i 80. XIX wieku w Hiszpanii, na terenie Andaluzji. Jej faktyczne istnienie pozostaje przedmiotem dyskusji wśród historyków.

## Historia
W latach 80. XIX wieku, pod wpływem hasła propagandy czynem, w hiszpańskim ruchu anarchistycznym jako jedną z metod działania zaczęto stosować przemoc bezpośrednią. W czasie kongresu w Sewilli w roku 1882, w czasie którego doszło na tym tle do sporu, od Federacji Robotników Regionu Hiszpanii oderwała się grupa o nazwie Wydziedziczeni, która jako główne środki przyjęła stosowanie terroru ekonomicznego oraz skrytobójstwa. W okresie następującym bezpośrednio po powstaniu grupy w Andaluzji nastąpiła seria dokonanych przez nią zabójstw policyjnych informatorów, co skłoniło policję do podjęcia zdecydowanych środków na rzecz rozbicia organizacji. Po zakończeniu śledztwa w tej sprawie policja ogłosiła, iż oprócz rozbicia Wydziedziczonych odkryła organizację Czarna Ręka, również utożsamiającą się z taktyką terrorystyczną i planującą wymordowanie wszystkich andaluzyjskich posiadaczy ziemskich oraz zarządców ich majątków.
Zdaniem C. Lidy, Czarna Ręka powstała jeszcze przed kongresem w Sewilli, w latach 70. XIX wieku, i mogła liczyć od 40 tys. do 80 tys. członków, działając w pełnej konspiracji. Na podstawie dokumentów odnalezionych przez badaczkę w Archivo de Palacio w Madrycie, organizacja definiowała się jako "stowarzyszenie biedaków przeciwko złodziejom i katom" i występowała przede wszystkim przeciwko uciskowi ekonomicznemu. Z kolei w ocenie J. Joliego, M. Bookchin i D. Santillana wykrycie Czarnej Ręki było mistyfikacją policyjną.
Po procesie, w którym dowody przedstawiane przez oskarżenie składały się z dokumentów (określonych przez D. Grinberga jako "wątpliwe") oraz zeznań uzyskanych od oskarżonych na torturach, kilkanaście osób zostało skazanych na śmierć za przynależność do Czarnej Ręki, z czego siedem przez uduszenie przy użyciu garoty.